# Walchum

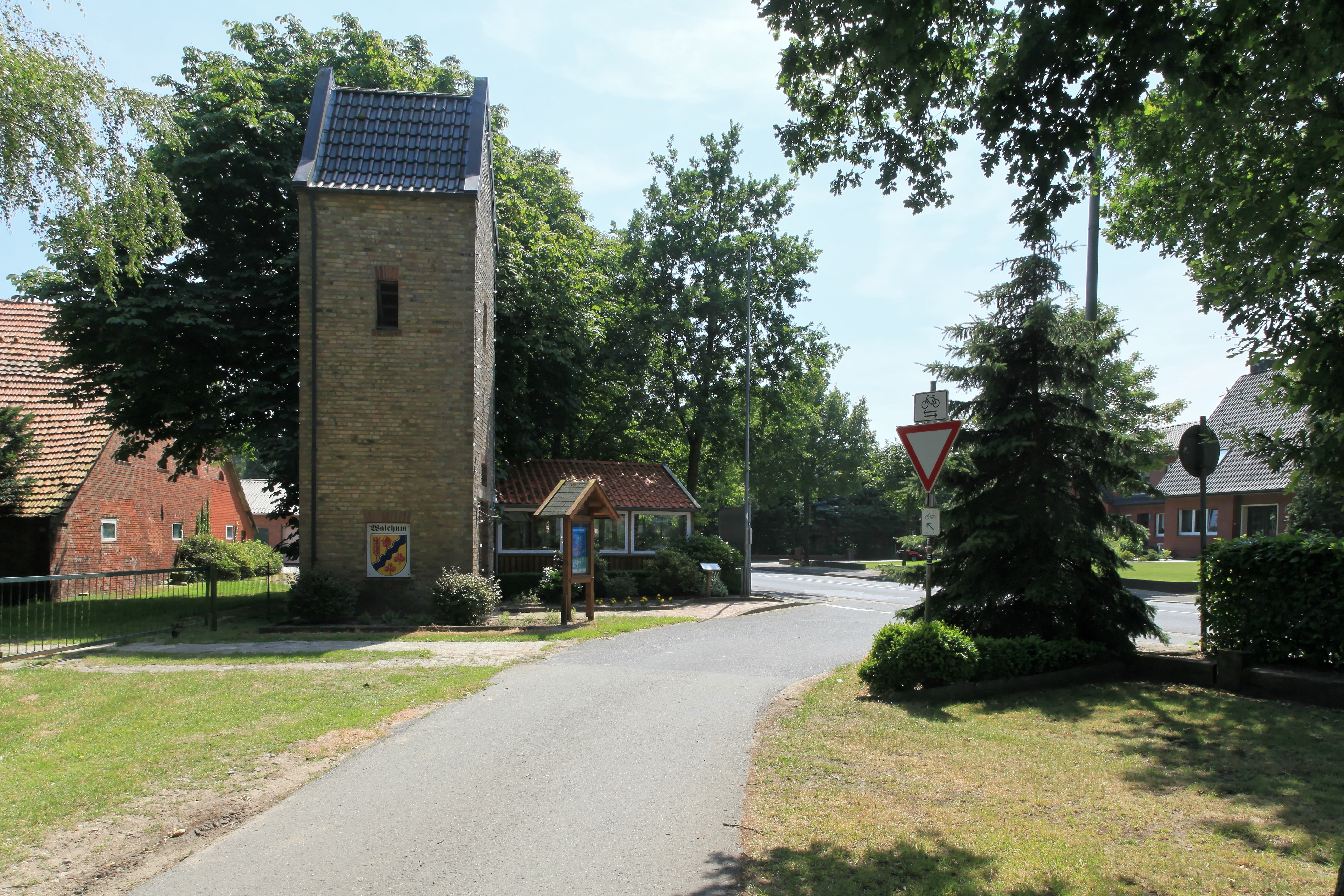
Klokkentoren in Walchum

Walchum is een gemeente in de Duitse deelstaat Nedersaksen. De gemeente is onderdeel van de Samtgemeinde Dörpen in de landkreis Emsland. Walchum telt 1.640 inwoners.

## Nazi-tijd

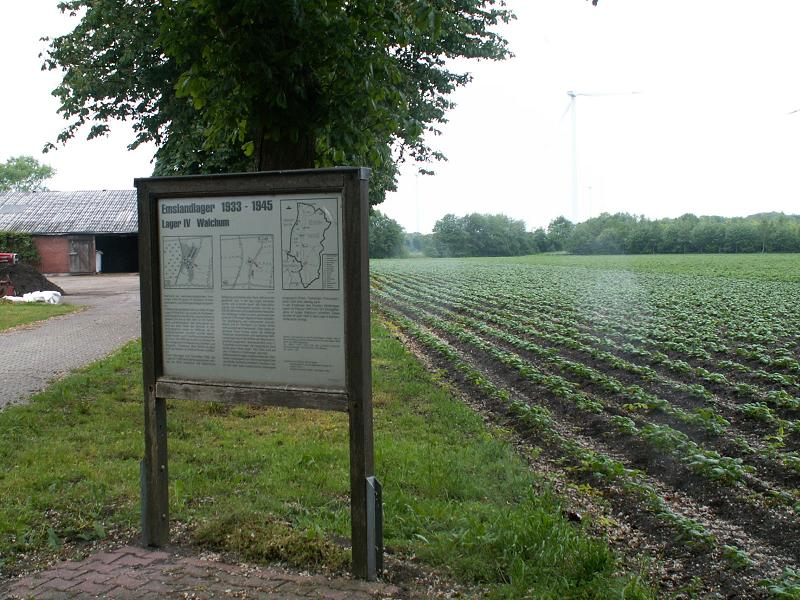
Gedenktekst bij het voormalige kamp Walchum

In de Tweede Wereldoorlog was er binnen de gemeente een van de vijftien beruchte Emslandlager gesitueerd. Dit waren in het Derde Rijk kampen, waar dwangarbeiders onder vaak onmenselijke omstandigheden en onder commando van soms uitzonderlijk wrede bewakers tewerkgesteld werden, en die daardoor soms het karakter van concentratiekampen kregen.
Zie: Kamp nr. 4: Kamp Walchum.
Het voormalige Kamp Esterwegen, dat zich in de huidige Samtgemeinde Nordhümmling bevindt, huisvest de centrale herdenkingsplaats voor alle 15 Emslandlager. Daar is ook een bezoekerscentrum ingericht. 